# Motilleja
Motilleja ist ein Ort und eine Gemeinde (municipio) mit 668 Einwohnern (Stand: 2024) im Osten der Provinz Albacete in der Autonomen Region Kastilien-La Mancha im Südosten Spaniens. Sie ist Teil der Comarca La Manchuela.

## Lage und Klima
Motilleja liegt etwa 25 Kilometer (Fahrtstrecke) nordnordöstlich der Provinzhauptstadt Albacete in einer Höhe von ca. 675 m. Der Río Júcar begrenzt die Gemeinde im Süden. Das Klima im Winter ist gemäßigt, im Sommer dagegen warm bis heiß; die eher geringen Niederschlagsmengen (ca. 349 mm/Jahr) fallen – mit Ausnahme der nahezu regenlosen Sommermonate – verteilt übers ganze Jahr.

## Bevölkerungsentwicklung
| Jahr      | 1970 | 1981 | 1991 | 2001 | 2011 | 2021 |
| Einwohner | 732  | 539  | 571  | 505  | 588  | 660  |

## Sehenswürdigkeiten
- Annenkirche (Iglesia de Santa Ana)

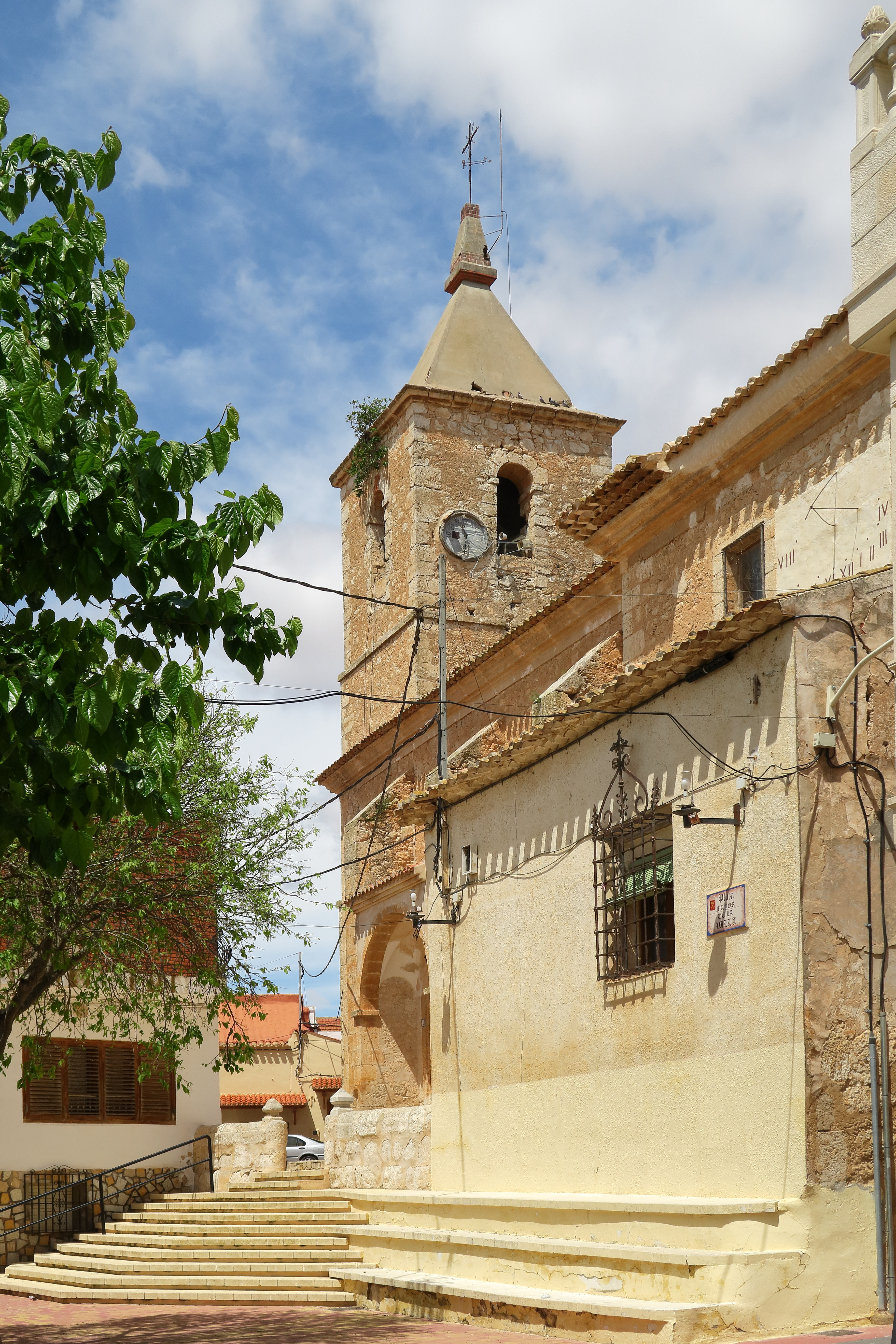
Annenkirche